# Campeonato Brasiliense 2008
In 2008 werd het 50ste Campeonato Brasiliense gespeeld voor clubs uit het Federaal District, waartoe de hoofdstad Brasilia behoort. De competitie, ook wel Candangão genaamd, werd georganiseerd door de FBF en werd gespeeld van 20 januari tot 20 april. Brasiliense werd kampioen.

## Eindstand
| Plaats | Club         | Wed. | W | G | V  | Saldo | Ptn. |
| ------ | ------------ | ---- | - | - | -- | ----- | ---- |
| 1.     | Brasiliense  | 14   | 9 | 3 | 2  | 28:12 | 30   |
| 2.     | Dom Pedro II | 14   | 7 | 5 | 2  | 19:11 | 26   |
| 3.     | Ceilândia    | 14   | 7 | 3 | 4  | 24:20 | 24   |
| 4.     | Gama         | 14   | 6 | 4 | 4  | 24:16 | 22   |
| 5.     | Brazlândia   | 14   | 6 | 4 | 4  | 24:24 | 22   |
| 6.     | Legião       | 14   | 6 | 2 | 6  | 18:15 | 20   |
| 7.     | Unaí Itapuã  | 14   | 1 | 3 | 10 | 18:32 | 6    |
| 8.     | Esportivo    | 14   | 1 | 2 | 11 | 10:35 | 5    |

|  | Kampioen, geplaatst voor Copa do Brasil 2009       |
|  | Geplaatst voor Série C 2008 en Copa do Brasil 2009 |
|  | Geplaatst voor Série C 2008                        |
|  | Degradatie                                         |

### Kampioen
| Campeonato Brasiliense de 2008  |
| Federaal District               |
| ------------------------------- |
| BRASILIENSE Kampioen (5° titel) |